# Idioma venda
El idioma venda (también llamado tshivenda o luvenda) (pronunciado: /ʧʰivend̪a/) es una lengua bantú que forma parte de las lenguas nigerocongolesas, hablada en algunas zonas de los países de África Austral de Zimbabue y en Sudáfrica donde es lengua cooficial.
Durante la época del apartheid en Sudáfrica se creó el bantustán de Venda para los grupos étnicos hablantes del venda.
Cuenta con 666 000 hablantes en el norte de Sudáfrica (el 12 % de la población de la provincia de Limpopo) y 84 000 en Zimbabue. 
Sus principales hablantes son los vhavenda, un pueblo que cuenta con una larga historia que se inicia en el siglo IX con el reino de Mapungubwe, que se unió a los venda para dar lugar a los vhavenda bajo el reinado de Shiriyadenga. No existe un rey reconocido desde la muerte de Thoho-ya-Ndou, conocido como "Cabeza de Elefante", que dio lugar al nombre de la capital del distrito Vhembe, Thohoyandou. 
En 1979, los vhavenda de Sudáfrica se independizaron y crearon la República de Venda, hasta que el 27 de abril de 1994 fue reintegrada en Sudáfrica. Actualmente, los venda se encuentran representados políticamente por el Frente Patriótico Dabalorivhuwa (DPF), integrado desde 2003 en la UNPO (Unrepresented Nations and peoples Organization). Desde 2010, el presidente de los vhavenda es Mphephu-Ramabulana, pero quien gobierna en la región son los 26 líderes tribales (llamados sub chiefs en Sudáfrica). 
En 2019, se presentó la Traducción del Nuevo Mundo en el idioma vendal (la biblia en línea está disponible también).
Los verdaderos venda se dividen en dos grupos; el grupo occidental, de origen singo, descendiente de líderes como Mphephu, Senthumule y Kutama, y el grupo oriental, descendiente de Leamonde, Rambuda, Tshivashe y Mphapuli. Otra división importante es la que se da entre los propios individuos, los llamados whasiwana o comunes y los whakololo, descendientes de los jefes tribales.
El lugar de origen de los vhavenda, Mapungubwe, es Patrimonio de la Humanidad desde 2003. El sitio arqueológico forma parte del parque nacional de Mapungubwe (Vhembe), de 28 000 ha, creado para proteger la colina de Mapungubwe, que se encuentra en la confluencia de los ríos Shashe y Limpopo 22°12′S 29°23′E / -22.200, 29.383, donde se encontraba la ciudad del mismo nombre, que floreció entre 1050 y 1270, con una población de 5000 personas, y luego fue abandonada.
La famosa canción "Jerusalema", éxito mundial en 2020, está escrita en este idioma.